# Bukola Abogunloko
Bukola Abogunloko (ur. 18 sierpnia 1994 w Ijero) – nigeryjska lekkoatletka specjalizująca się w biegach sprinterskich.
W lipcu 2010 startowała na mistrzostwach świata juniorów w Moncton, na których zdobyła srebro w sztafecie 4 × 400 metrów oraz zajęła 6. miejsce w finale biegu na 400 metrów. Srebrna (w sztafecie szwedzkiej) i brązowa (w biegu na 400 metrów) medalistka igrzysk olimpijskich młodzieży (2010). W tym samym roku sięgnęła po złoto w sztafecie 4 × 400 metrów podczas mistrzostw Afryki. Rok później zajęła 7. miejsce na mistrzostwach świata w Daegu w biegu rozstawnym 4 × 400 metrów. Czwarta zawodniczka biegu na 400 metrów oraz złota medalistka w sztafecie 4 × 400 metrów podczas mistrzostw Afryki w Porto-Novo (2012). W tym samym roku startowała na igrzyskach olimpijskich w Londynie. W 2013 nigeryjska sztafeta 4 × 400 metrów zajęła 6. miejsce na mistrzostwach świata w Moskwie. Złota medalistka mistrzostw Nigerii.
Rekordy życiowe: bieg na 400 metrów – 51,57 (12 maja 2012, Atlanta); bieg na 200 metrów – 23,19 (12 maja 2012, Atlanta).

## Osiągnięcia
| Rok  | Impreza                        | Miejsce    | Konkurencja             | Lokata     | Wynik   |
| ---- | ------------------------------ | ---------- | ----------------------- | ---------- | ------- |
| 2010 | Mistrzostwa świata juniorów    | Moncton    | bieg na 400 metrów      | 6. miejsce | 53,74   |
| 2010 | Mistrzostwa świata juniorów    | Moncton    | sztafeta 4 × 100 metrów | 5. miejsce | 44,84   |
| 2010 | Mistrzostwa świata juniorów    | Moncton    | sztafeta 4 × 400 metrów | 2. miejsce | 3:31,84 |
| 2010 | Igrzyska olimpijskie młodzieży | Singapur   | bieg na 400 metrów      | 3. miejsce | 53,47   |
| 2010 | Igrzyska olimpijskie młodzieży | Singapur   | sztafeta szwedzka       | 2. miejsce | 2:06,19 |
| 2010 | Mistrzostwa Afryki             | Nairobi    | sztafeta 4 × 400 metrów | 1. miejsce | 3:29,26 |
| 2010 | Igrzyska Wspólnoty Narodów     | Delhi      | sztafeta 4 × 400 metrów | –          | DSQ     |
| 2011 | Mistrzostwa świata             | Daegu      | sztafeta 4 × 400 metrów | 7. miejsce | 3:29,82 |
| 2011 | Igrzyska afrykańskie           | Maputo     | bieg na 400 metrów      | 6. miejsce | 53,08   |
| 2012 | Mistrzostwa Afryki             | Porto-Novo | bieg na 400 metrów      | 4. miejsce | 51,78   |
| 2012 | Mistrzostwa Afryki             | Porto-Novo | sztafeta 4 × 400 metrów | 1. miejsce | 3:28,77 |
| 2012 | Igrzyska olimpijskie           | Londyn     | sztafeta 4 × 400 metrów | –          | DSQ     |
| 2013 | Mistrzostwa świata             | Moskwa     | sztafeta 4 × 400 metrów | 6. miejsce | 3:27,57 |